# علامة كرنيغ

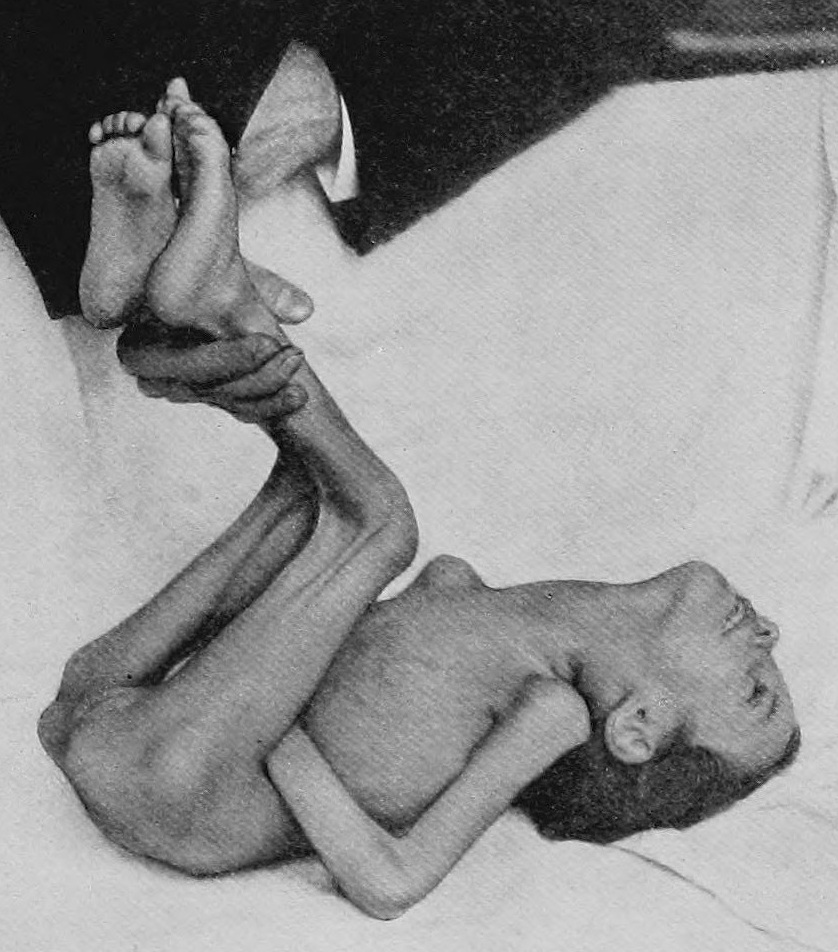

علامة كرنيغ (بالإنجليزية: Kernig's sign)‏ والتي تحمل اسم طبيب الأعصاب الروسي فلاديمير كرنيغ (1840–1917)، حيث ذكر أن المرضى الذين يعانون من التهاب السحايا ويجلسون في حالة استقامة الوركين مع ثني الركبتين، ففي حالة مد الركبة إلى الوراء بزاوية 135 درجة سوف تكون مؤلمة. حاليًا تعتمد وضعية الاستلقاء بدلًا من حالة الجلوس.

## الأهمية السريرية
عند الإصابة بالحالة السحائية، تظهر علامة كيرنيغ إيجابية عندما يثنى الفخذ من جهتي الورك والركبة بزوايتين قائمتين، ثم عند تمديد الساق من مفصل الركبة فإنه يكون مؤلما (مما يؤدي إلى مقاومة). قد تشير العلامة إلى نزف تحت العنكبوتية أو التهاب السحايا. قد تظهر على المرضى أيضا أعراض تشنج ظهري تجعل الجسم كله يتقوس بحيث يؤدي إلى اتجاه الساقين والرأس للخلف وانحناء الجذع إلى الأمام.